# ТЕС Тамар-Воллей
ТЕС Тамар-Воллей — теплова електростанція на австралійському острові Тасманія.
У 2009-му на майданчику станції ввели в дію встановлену на роботу у відкритому циклі газову турбіну Rolls Royce Trent 60 потужністю 58 МВт.
У 2010-му запустили основний парогазовий блок комбінованого циклу потужністю 208 МВт, в якому одна газова турбіна потужністю 144 МВт живить через котел-утилізатор продуктивністю 420 тонн пари на годину одну парову турбіну з показником 60 МВт.
Токож до складу ТЕС Тамар-Воллей передали газотурбінну чергу закритої в 2009 році ТЕС Белл-Бей. Вона складається з шести призначених для використання у відкритому циклі газових турбін Pratt & Whitney FT8, які встановили на роботу попарно (TwinPak) зі створенням трьох установок потужністю по 40 МВт (після модернізації, на Белл-Бей їх потужність номінувалась як 35 МВт).
Як паливо станція використовує природний газ, що надходить до регіону по трубопроводу Лонгфорд – Гобарт.
Видача продукції відбувалась по ЛЕП, що працює під напругою 110 кВ.